# La Raza

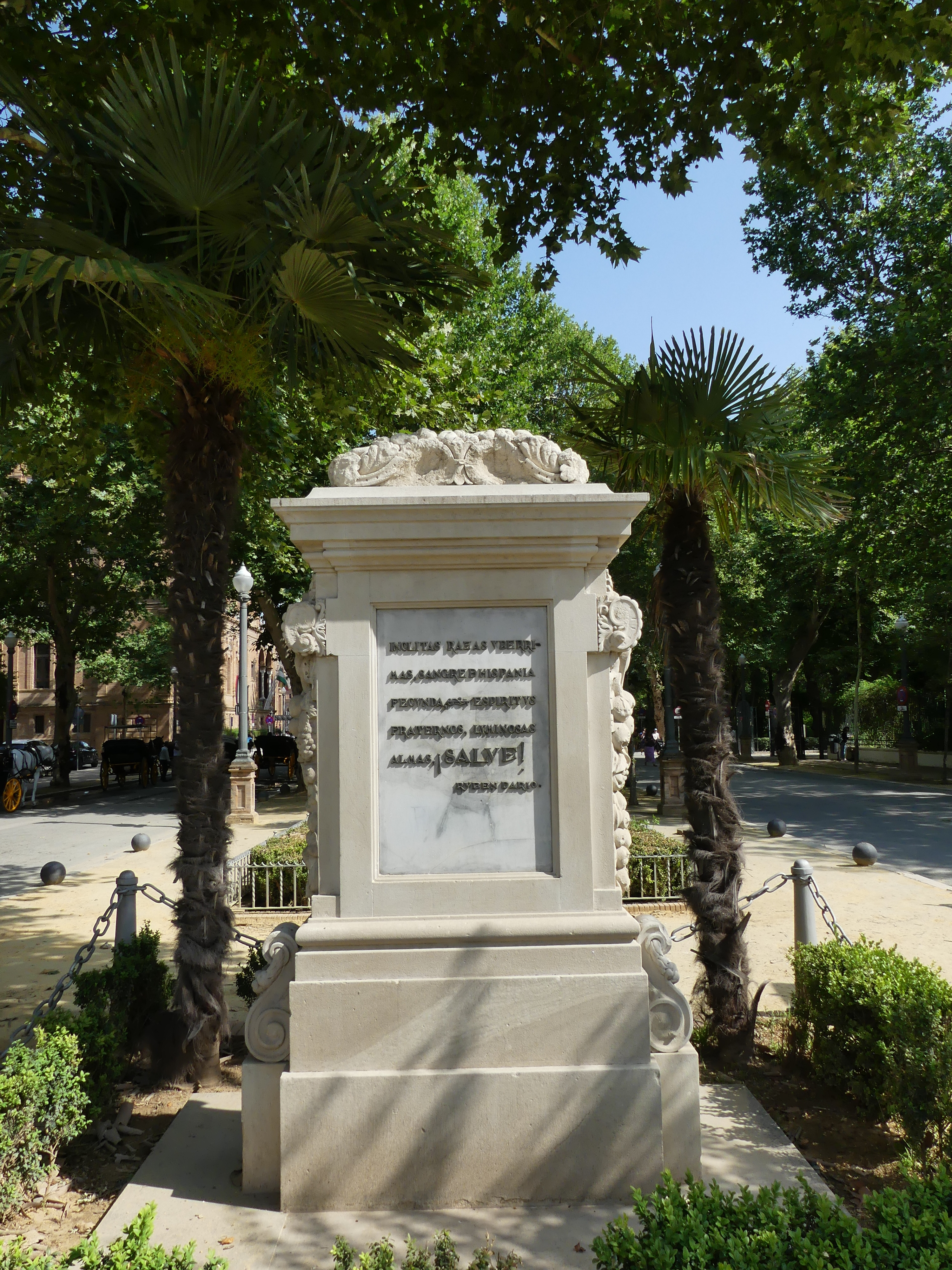
Monumento a la Raza en Sevilla, de 1929. El monumento luce un texto del poeta de Nicaragua Rubén Darío de 1905.

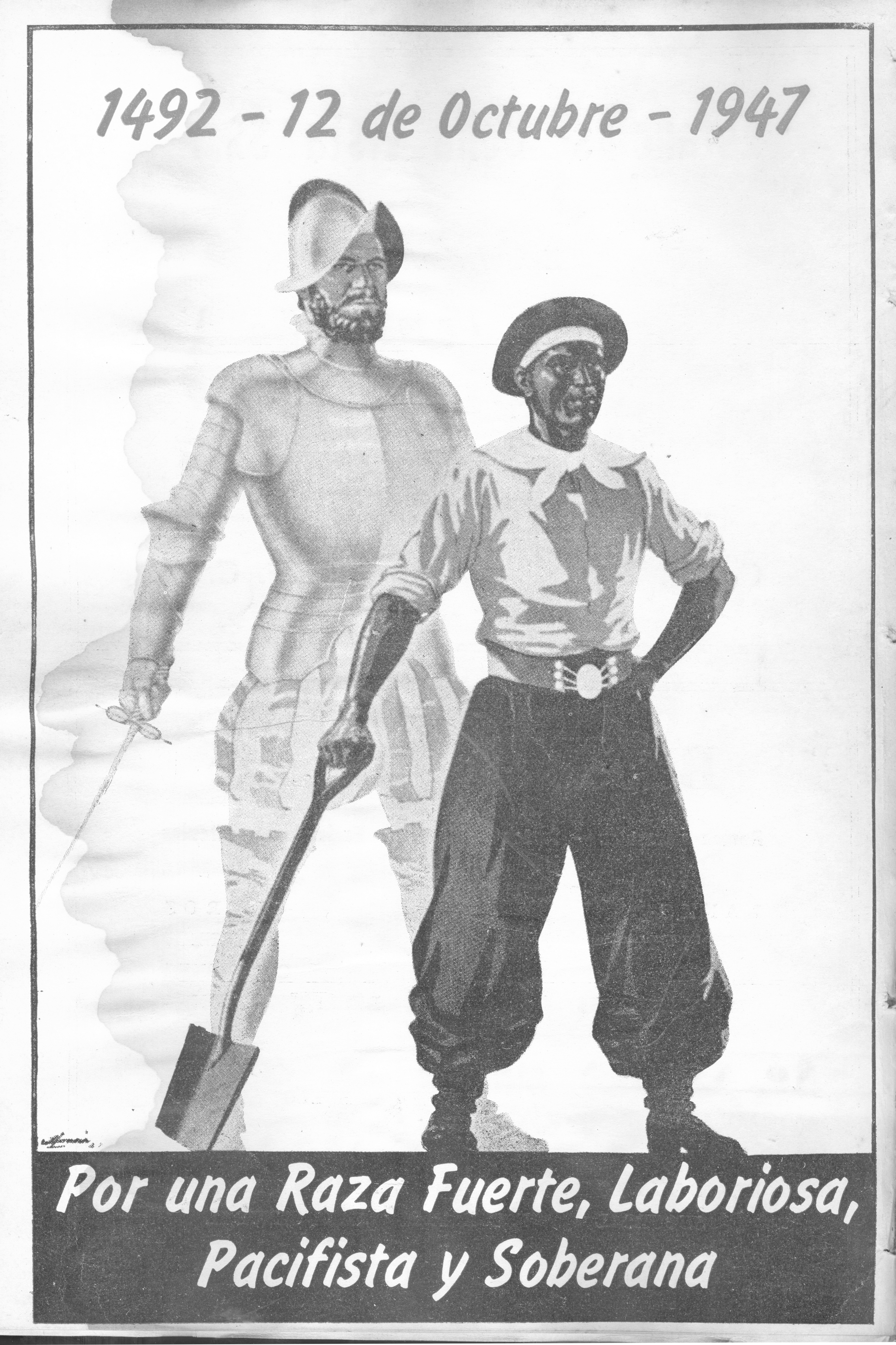
Póster de propaganda del gobierno argentino de 1947 abogando por "una raza fuerte, laboriosa, pacifista y soberana".

La Raza es un concepto histórico que define a todas las comunidades hispanas. El origen histórico hay que encontrarlo en la herencia española y la mezcla de esta con los distintos pueblos de América.

## En España
En 1883 nació en Madrid el periódico La Raza Latina, que tenía como propósito "amar y defender los intereses de los pueblos latinos y católicos".
En 1914 se celebra el 12 de octubre por primera vez como fiesta de la Raza a instancias de la Unión Ibero-Americana. En 1915 pasa a llamarse Día de la Raza.
En la Exposición Iberoamericana de 1929 se crea un monumento a La Raza junto a la Plaza de España. En dicho monumento figura una poesía del nicaragüense Rubén Darío donde se menciona a "la Raza". Asimismo, la avenida donde tendrían su sede muchas naciones en la muestra recibió el nombre de Avenida de La Raza (en el 2005 pasó a llamarse Avenida de las Razas).
El arzobispo primado de España, Isidro Gomá y Tomás, realizó un discurso en el Teatro Colón de Buenos Aires el día 12 de octubre de 1934, en la velada conmemorativa del Día de la Raza, en el que dijo:

¿Qué es la Raza?. [...] Religión, lengua, literatura, arte, instintos, hasta el mismo concepto de ver la vida, es decir, cuanto puede llamarse proyección social del humano espíritu, todo imprime y recibe a su vez el sello de la raza.

[...]

La Raza, la hispanidad, es algo espiritual, que trasciende sobre las diferencias biológicas y psicológicas y los conceptos de nación y patria. [...] Es algo espiritual, de orden divino y humano a la vez, porque comprende el factor religioso, el catolicismo en nuestro caso, porque entroncamos con el catolicismo "católico", si así puede decirse, y los otros factores meramente humanos, la tradición, la cultura, el temperamento colectivo, la historia, calificados y matizados por el elemento religioso como factor principal; de donde resulta una civilización específica, con un origen, una forma histórica y unas tendencias que la clasifican dentro de la historia universal.
Entendida así la hispanidad, diríamos que es la proyección de la fisionomía de España fuera de sí y sobre los pueblos que integran la hispanidad. Es el temperamento español, no el temperamento fisiológico, sino el moral e histórico, que se ha transfundido a otras razas y a otras naciones y a otras tierras y las ha marcado con el sello del alma española, de la vida y de la acción española,
Isidro Gomá y Tomás. 1934

En 1941 se realizó una película sobre la Guerra Civil, basada en un libro del general Francisco Franco, con el título Raza.

## En América
El término "la raza latina" estaba en uso en 1858 en periódicos locales de California como El Clamor Público de Los Ángeles por californios que escribían sobre Latinoamérica.
El Día de la Raza se celebra ampliamente a lo largo de Hispanoamérica en lugares como Puerto Rico, México, República Dominicana y Chile. El poeta nicaragüense Rubén Darío escribió, en su obra Salutación del Optimista, de marzo de 1905, una extensa oda de alabanza a la herencia hispana de la que, entre otros muchos versos, se encuentran los siguientes:
“Ínclitas razas ubérrimas,
sangre de Hispania fecunda,
espíritus fraternos,
luminosas almas, ¡salve!”.
En Antioquia, Colombia, existe un interesante y expresivo monumento a La Raza realizado por Rodrigo Arenas Betancourt que muestra a un grupo de personas dentro de un cuerno. El cuerno es representación habitual de la fertilidad. En Neiva, departamento de Huila, también en Colombia, existe otro monumento a La Raza.

Bandera de la Raza o de la Hispanidad, adoptada oficialmente por todos los estados de Hispanoamérica en 1933.

En los años 30 Ángel Camblor, capitán del Ejército Nacional de Uruguay, creó la Bandera de la Raza o Bandera de la Hispanidad que ganó un concurso continental organizado por Juana de Ibarbourou en 1932. Fue izada por primera vez el jueves 12 de octubre de 1933 en la Plaza de la Independencia de Montevideo y adoptada oficialmente por todos los estados de Hispanoamérica como bandera representativa en el marco de la VII Conferencia Panamericana reunida en diciembre de 1933. La bandera la componen tres cruces, que representan las tres carabelas de Cristóbal Colón, dirigiéndose hacia un Sol, siendo el Oeste donde se pone el Sol y hacia donde navegó Colón desde España hacia América. El Sol representa también el despertar del continente americano. El púrpura de las cruces es el color heráldico predominante del Reino de León, origen de la Corona de Castilla, cuna del idioma español, y el blanco sobre el que está todo el conjunto representa la pureza.
La Raza fue el nombre de un periódico de la comunidad chicana editado por Eliezer Risco a partir de 1967. Risco era uno de los "LA Thirteen", un grupo de jóvenes mexicano-estadounidenses que eran activistas políticos. Raúl Ruiz se unió al personal de La Raza mientras estudiaba en la Universidad Estatal de California en Los Ángeles. Otros periódicos de esta comunidad de la época fueron el Inside Eastside y el Chicano Student Movement. Ruiz, un periodista clave del movimiento, finalmente se convirtió en el editor de La Raza.
En 1968 se creó en Estados Unidos el Consejo del Suroeste de La Raza (Southwest Council of La Raza), de hispanoamericanos. En 1973 cambió el nombre a Consejo Nacional de La Raza (National Council of La Raza). En 2017 cambió su nombre a UnidosUS.
En un censo del año 2000 realizado en Estados Unidos, país con una fuerte presencia de hispanos provenientes de México (mexicano-estadounidenses o chicanos) ante las opciones de "blanco", "negro" y "otra raza" un 47,9% de los hispanos del país puso "blanco", un 2% puso "negro" y un 42,2% puso "otra raza".

### En México
En México también se usa el término raza cósmica (introducido por José Vasconcelos) y también existe un Monumento a la Raza, ubicado en la capital del país, en forma de pirámide azteca coronada por la representación tridimensional del escudo de la bandera mexicana.